# Giovanni Vigna
Giovanni Vigna (nascido em 1925) é um ex-jogador profissional de rúgbi italiano que jogou dos anos 50 aos 60. Ele jogou em nível representativo pela Itália e pelas Nacionalidades Combinadas, e em nível de clube pelo Torino XIII, como secunda linha, ou seja, número 11 ou 12, durante a era dos scrums disputados.

## Carreira de jogador

### Itália
Vincenzo Bertolotto co-organizou (com Dennis Chappell , de Wakefield, e um residente de Turim ), e capitaneou a turnê da Itália (RL) de 1950 para a França (3 partidas), Inglaterra (incluindo; derrota por 28-49 para o Wigan no Central Park, Wigan no sábado, 26 de agosto de 1950, Huddersfield no Fartown Ground, Huddersfield na quarta-feira, 6 de setembro de 1950, St. Helens em Knowsley Road na quinta-feira, 16 de novembro de 1950) e País de Gales (incluindo; derrota por 11-29 para o South Wales XIII no Brewery Field, Bridgend no sábado, 2 de setembro de 1950).
A seleção da Itália (RL) foi;
- Guido Aleati (anteriormente RS Ginnastica Torino (RU)),
- Sergio Aleati (anteriormente RS Ginnastica Torino (RU)),
- Roberto Antonioli (ex-RS Ginnastica Torino (RU)),
- Angelo Arrigoni (anteriormente RS Ginnastica Torino (RU)),
- Vincenzo Bertolotto (anteriormente RS Ginnastica Torino (RU)),
- Michele Bietto ,
- Giovanni Bonino (anteriormente RS Ginnastica Torino (RU)),
- Luís Bosia ,
- Giuseppe Cannone ,
- Pasquale Cannone ,
- Delio Caron ,
- Gabriele Casalegno (anteriormente RS Ginnastica Torino (RU)),
- Amério Chiara ,
- Giorgio Cornacchia ,
- Guido Cornarino (anteriormente RS Ginnastica Torino (RU)),
- Fabrice Faglioli ,
- Enzo Francesconi ,
- Giuseppe Franco ,
- Aldo Guglielminotti (anteriormente da RS Ginnastica Torino (RU)),
- Giovanni Orecchia ,
- Luís Pignattaro ,
- Franco Pipino ,
- Giorgio Rassaval ,
- Giorgio Rubino ,
- Giovanni Tamagno (anteriormente RS Ginnastica Torino (RU)),
- Oreste Tescari ,
- Giovanni Vigna.[2]

A Itália (RL) excursionou novamente em 1954, eles eram conhecidos como  Federazione Amatori Italiani - Gioco di XIII (Federação de Amadores Italianos - Jogo Treze) Porque foram impedidos de usar o termo então conhecido " rúgbi " pela Federazione Italiana Rugby (Federação Italiana de Rúgbi (União) ), o time incluía; Baldassin ( Segunda Linha do Carpentras XIII que tentou gols sem correr), Vincenzo Bertolotto, Giovanni Vigna, o time chegou a Leeds na terça-feira, 6 de abril de 1954, para jogar seis jogos em quinze dias, Giovanni Vigna marcou 3 tentativas, e Baldassin marcou 3 gols em onze tentativas na derrota inicial de 18-67 para Bradford Northern no Odsal Stadium, Bradford na frente de uma multidão de 7.000 pessoas sob holofotes na noite de quarta-feira, 7 de abril de 1954, o time Bradford Northern era; Joe Phillips, D Knorpf, Joseph Mageen, E. Jenkins, W. Seddon, Jack McLean, Leonard Haley, P. Goddard, G. Jones, N. Carter, N. Haley, W. Jones, Trevor Foster, A. Story, Brian Radford, Ken Traill, a partida inicial foi originalmente programada para ser uma partida internacional amadora no Odsal Stadium, Bradford, mas foi remarcada para mais tarde na turnê no Central Park, Wigan, e Bradford Northern concordou em jogar apesar de ter jogado contra Halifax apenas na segunda-feira, 5 de abril de 1954.
Giovanni Vigna jogou na segunda linha direita, sendo o numero 12, na derrota da Itália por 15 a 37 para a Austrália na partida da turnê Kangaroo de 1959-60 no Estádio Euganeo, Pádua, no sábado, 23 de janeiro de 1960.

### Nacionalidades combinadas
Giovanni Vigna jogou na segunda linha direita, ou seja, número 12, e marcou um try na derrota em Nacionalidades Combinadas por 15-19 para a França no Stade de Gerland, Lyon, no domingo, 3 de janeiro de 1954.

### Carreira no clube
Após a turnê pela Itália (RL) em 1950, passando pela França, Inglaterra e País de Gales, Na Torino XIII o Giovanni Vigna se juntou à liga francesa.